# Adelitas Way

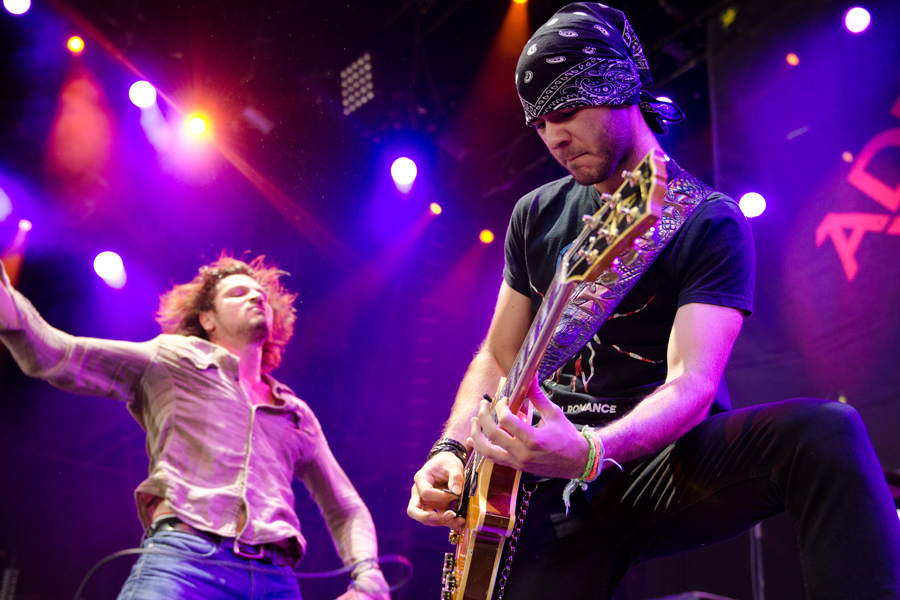

- Adelitas Way é uma banda de rock formada em 2006 natural de Las Vegas, Nevada.[1]

- Suas maiores influências são: Nirvana, STP, Soundgarden, Metallica, Incubus, Foo Fighters...
- Lançou seu 1° disco em julho de 2009. Teve o single Invincible como música tema do filme WWE Superstars.[2]

## Formação
- Rick DeJesus - vocal
- Robert Zakaryan - guitarra
- Trevor Stafford - bateria
- Andrew Cushing - baixo, vocal

## Discografia
- Adelitas Way - 2009

- Home School Valedictorian - 2011

- Stuck - 2014